# Ortomyksowirusy
Ortomyksowirusy (łac. Ortomyxoviridae) – rodzina wirusów, charakteryzujących się następującymi cechami:
- Symetria: helikalna, ale kształt całego wirionu, ze względu na obecność otoczki, może być bardzo zmienny
- Osłonka lipidowa: istnieje i zawiera liczne wypustki (są to główne antygeny tych wirusów), pod osłonką znajduje się warstwa białka M, która otacza helikalnie nawinięty na szkielet białkowy genom (tzw. rybonukleoproteina). W przypadku togotowirusa w obrębie jednego wirionu (otoczki) może znajdować się więcej niż jeden nukleokapsyd.
- Kwas nukleinowy: segmentowany ssRNA(-)
- Replikacja: zachodzi w jądrze zakażonej komórki
- Peptydy i białka: ich ilość zależna jest od liczby segmentów RNA – każdy segment koduje jedno białko
- Wielkość: 80-120 nm (togotowirus nawet do 300 nm)
- Gospodarz: kręgowce
- Cechy dodatkowe: najbardziej charakterystyczny jest bardzo silny pleomorfizm i silna zmienność antygenowa.

Systematyka ortomyksowirusów obejmuje rodzaje:
- Rodzina: Orthomyxoviridae (Ortomyksowirusy)
  - Rodzaj: Influenzavirus A  (FLUAV), zwyczajowo wirus grypy typu A – wywołuje pandemie, w tym hiszpankę, grypę ptaków i grypę świń
    - Gatunek: Influenza A virus

  - Rodzaj: Influenzavirus B (FLUBV), zwyczajowo wirus grypy typu B – atakuje ludzi i foki
    - Gatunek: Influenza B virus

  - Rodzaj: Influenzavirus C (FLUCV), zwyczajowo wirus grypy typu C – atakuje ludzi i świnie
    - Gatunek: Influenza C virus

  - Rodzaj: Thogotovirus – przenoszony przez kleszcze, wywołuje gorączkę i zapalenie mózgu
    - Gatunek: Thogoto virus – gatunek typowy
    - Gatunek: Dhori virus

  - Rodzaj: Isavirus – atakuje łososie
    - Gatunek: Infectious salmon anemia virus

Pierwsze trzy rodzaje to wirusy grypy – cechują się one wybitną zmiennością antygenową, co utrudnia stworzenie skutecznej szczepionki. Togotowirus nie ma większego znaczenia medycznego.